# Harald Ohly
Harald Ohly ist ein ehemaliger deutscher Handballspieler.

## Werdegang
Ohly spielte beim Bundesligisten TV Hüttenberg unter Trainer Rudolf Spengler. Mit 190 Spielen und 859 Toren stellte er Hüttenberger Bundesliga-Bestmarken auf.
Im Mai 1978 bestritt der auf Halblinks eingesetzte Ohly in Hamburg sein erstes Länderspiel für die bundesdeutsche Nationalmannschaft. Bundestrainer Vlado Stenzel hatte ihn nach einer verletzungsbedingten Absage von Joachim Deckarm kurzfristig ins Aufgebot für das Freundschaftsspiel gegen Dänemark berufen. Dem bei einer Krankenkasse beruflich beschäftigten Ohly gelang der Durchbruch in der Nationalmannschaft beim „Ostseepokal“ in Dänemark: Bei dem Turnier im Januar 1979 erreichte er mit der BRD-Auswahl das Endspiel, welches man gegen die Mannschaft der Deutschen Demokratischen Republik verlor.
Als Trainer brachte sich Ohly unter anderem ab 1994 in die Arbeit des Vereins HSG Dutenhofen/Münchholzhausen ein.